# Anaxita drucei
Anaxita drucei là một loài bướm đêm thuộc phân họ Arctiinae, họ Erebidae.